# 布里奇沃特 (麻薩諸塞州普查規定居民點)
布里奇沃特（英語：Bridgewater）是位於美國麻薩諸塞州普利茅斯縣的一個普查規定居民點。

## 人口
根據2020年美國人口普查的數據，布里奇沃特的面積為5.70平方千米，當中陸地面積為5.70平方千米，而水域面積為0.00平方千米。當地共有人口7841人，而人口密度為每平方千米1,375.61人。